# The Almighty (Band)

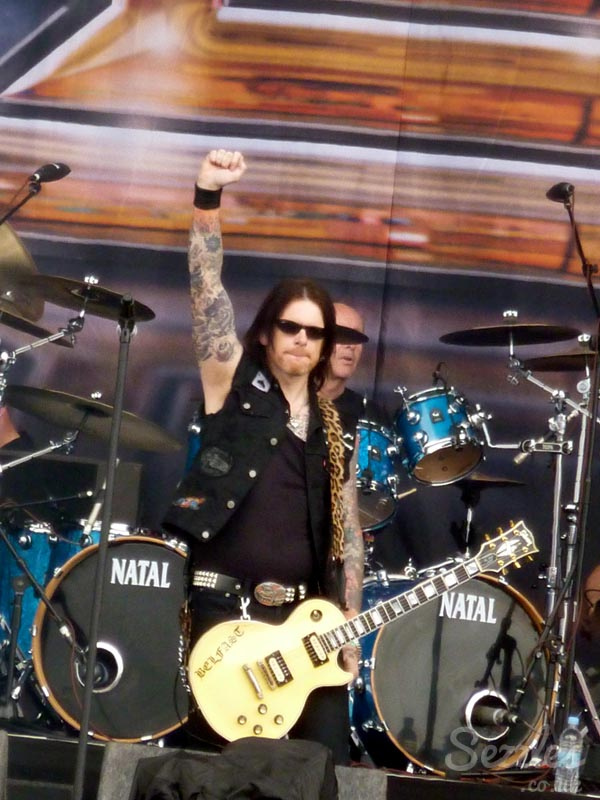
Leadsänger und Gitarrist Ricky Warwick (2011)

The Almighty ist eine schottische Rockband, die Ende der 1980er und Anfang der 1990er Jahre erfolgreich war.

## Geschichte
Der Bandboss, Sänger und Gitarrist Ricky Warwick begann seine Karriere als Tourgitarrist von New Model Army, nach deren 1987er Poison-Street-Tour er im selben Jahr seine Band The Almighty ins Leben rief.
Zusammen mit dem Bassisten Floyd London, dem Gitarristen Tantrum und dem Schlagzeuger Stumpy gelang ihm gleich zu Beginn ihrer Karriere der Durchbruch. Nach nur zwölf Konzerten, infolge eines Support Slots im Londoner Marquee für die Band Underneath What, unterschrieb The Almighty einen Plattenvertrag bei Polydor Records.
Etwa zur gleichen Zeit sorgte die Band für Schlagzeilen, als sie mit den Hells Angels Ärger bekam, da diese der Meinung sind, dass das Almighty-Bandlogo dem der Motorradrocker ähnele.
Nach dem Debüt Blood, Fire and Love erschien bereits ein Jahr später ihr erstes Livealbum mit dem Titel Blood, Fire and Live. The Almighty gingen ab Oktober 1990 mit Bands wie Wolfsbane, Gun und den Ramones in England auf Tour, bevor sie in Europa Ratt und Faster Pussycat begleiteten und eine weitere Tour durch Großbritannien als Vorgruppe von Motörhead absolvierten. 
Im März 1991 tourte die Band mit dem zweiten Album Soul Destruction erneut durch England. Im selben Jahr spielten The Almighty im Vorprogramm von Alice Cooper auf dessen Europatournee. Innerhalb kürzester Zeit erspielt sich die Band einen Ruf als exzellente Liveband und galt deswegen als große englische Rockhoffnung. Da Ricky Warwick seit 1990 mit Vanessa Warwick, der Moderatorin der MTV-Sendung Headbangers Ball verheiratet ist, wird in der Fachpresse gelegentlich nahegelegt, die Band könnte auch dadurch erhöhte Aufmerksamkeit bei dem Sender erhalten.
Nach der Tour stieg der Gitarrist Tantrum aus und gründete eine Band desselben Namens. Sein Ersatz wurde der ehemalige Alice-Cooper-Gitarrist Pete Friesen (auch bekannt unter dem Künstlernamen Pete Freezin), der im Kinofilm Wayne’s World eine kleine Sprechrolle als Gitarrist von Alice Cooper hatte.
Im August 1992 waren The Almighty die Eröffnungsband des Monsters-of-Rock-Festivals in Castle Donington, wo auch Iron Maiden, Skid Row, Thunder, W.A.S.P. und Slayer auftraten. Das dritte Album Powertrippin'  erschien im April 1993 und klang im Gegensatz zu den beiden Vorgängern deutlich moderner und vom Grunge beeinflusst.
Weitere Tourneen durch Großbritannien als Vorband von Iron Maiden sowie eine eigene Headlinertour mit den Wildhearts und Kerbdog im Vorprogramm führten dazu, dass der Sänger Ricky Warwick am Ende wegen Erschöpfung kollabierte. Nach einer trostlosen US-Clubtour wurden sie von ihrer Plattenfirma Polydor fallen gelassen und unterzeichneten 1994 bei Chrysalis.
Das im selben Jahr erscheinende Album Crank ging erneut mit der Zeit und wies einen deutlichen Punk-Metal Touch auf. Die Band spielte im Vorprogramm von Pantera auf deren Europatour. Nach dem poppigen Just Add Life (1996) gab The Almighty ihre Auflösung bekannt.
Im Jahr 2000 kam die Band wieder zusammen und nahm das den Bandnamen tragende Album The Almighty auf. Neben Ricky Warwick, Stumpy und Floyd London gehörte der neue Gitarrist Nicky Parsons zur Besetzung. Das letzte Tondokument der Band stellt das 2001 erschienene Psycho-Narco dar, auf dem der neue Bassist Gavin Gray zu hören ist.
2006 vereinigte sich die Band erneut. In der Besetzung Warwick, Friesen, London und Stumpy Monroe spielte die Band im Januar zwei ausverkaufte Benefizkonzerte und sammelte so 25.000 Pfund für die Forschung zur Bekämpfung von Leukämie, an der Bassist Floyd London im September 2004 erkrankt ist. 2011 war Ricky Warwick als Sänger und Gitarrist mit Thin Lizzy auf Tour.

## Diskografie

### Studioalben
- 1989: Blood Fire and Love
- 1991: Soul Destruction
- 1993: Powertrippin’
- 1994: Crank
- 1996: Just Add Life
- 2000: The Almighty
- 2001: Psycho-Narco

### Kompilationen und Livealben
- 1990: Blood Fire and Live (Live)
- 2002: Wild and Wonderful (Kompilation)
- 2008: All Proud, All Live, All Mighty (Live)

### Singles und EPs
- 1989: Destroyed
- 1990: The Power (EP)
- 1990: Wild and Wonderful
- 1991: Free ’n’ Easy
- 1991: Devil’s Toy
- 1991: Little Lost Sometimes
- 1993: Addiction
- 1993: Out of Season
- 1993: Over the Edge
- 1994: Wrench
- 1995: Jonestown Mind
- 1996: All Sussed Out
- 1996: Do You Understand